# پلی‌استیشن وی‌آر
پلی‌استیشن وی‌آر (به انگلیسی: PlayStation VR) که ابتدا با اسم رمز پروژه مورفیس شناخته می‌شد، یک هدست واقعیت مجازی است که توسط سونی اینتراکتیو انترتینمنت ساخته شده‌است. این دستگاه طوری طراحی شده‌است که سازگاری کامل با کنسول بازی ویدئویی پلی‌استیشن ۴ دارد. نسخه نهایی پلی‌استیشن وی‌آر در ۱۳ اکتبر ۲۰۱۶ عرضه شد. این محصول با کنترل‌کننده استاندارد بازی دال‌شاک ۴ یا پلی‌استیشن موو کار می‌کند و دارای صفحه نمایش ۵.۷ اینچی OLED با وضوح صفحه نمایش ۱۰۸۰پی است. 
پلی استیشن وی آر 2 ( play station VR 2 ) 
نسل دوم پلی استیشن VR میباشد که در تاریخ 22 فوریه 2023 عرضه شد . در این دستگاه از 2 صفحه OLED مجزا برای هر لنز که از رزولیشن 2000 در 2040 میباشد استفاده میکند . همچین این نسل بر خلاف نسل پیش از دوربینهای استفاده شده بر روی خود هدست برای ردیابی حرکات بدن بهره میبرد و بازیهایی نظیر gran Turismo 7 و resident evil village به صورت اختصاصی برای این هدست ارائه شده است .

## بازی‌ها و محتوا
در مارس سال ۲۰۱۶، سونی اعلام کرد ۲۳۰ برنامه‌نویس فعالانه بر روی محتوای پلی‌استیشن وی‌آر کار می‌کنند، و ۵۰ عنوان تا پایان سال برای آن در دسترس هستند.
بازی‌های غیر وی‌آر هم می‌توانند در پلی‌استیشن وی‌آر از طریق «حالت سینمایی» قابل اجرا باشند که در این صورت محتوا را در یک اسکرین میرورینگ شبیه‌سازی شده سه‌بعدی ارائه می‌دهد. این حالت دارای سه گزینه برای اندازه صفحه نمایش است، در اندازه مجازی تا ۲۲۶ اینچ (۱۸.۸ فوت). پلی‌استیشن وی‌آر همچنین از نمایش عکس‌ها و فیلم‌های ۳۶۰ درجه نیز پشتیبانی می‌کند. سایر ویژگی‌ها، مانند اشتراک گذاری و لایو از پلی‌استیشن نیز در این هدست سازگار است.

## بازاریابی
سونی پیش از انتشار پلی‌استیشن وی‌آر، پیش‌بینی کرده بود که علاقه مردم به خرید هدست به مرور و به طور مداوم از طریق بازاریابی دهان به دهان افزایش می‌یابد.
پلی‌استیشن وی‌آر برای اولین بار در نمایش برنامه امشب با اجرای جیمی فلن و به عنوان یک مفهوم قابل پخش در طول ای۳ ۲۰۱۴ نمایش داده شد. این دستگاه همچنین در دسامبر ۲۰۱۴ در نمایشگاه پلی‌استیشن سونی در لاس وگاس ارائه شد. سونی اطلاعات جدیدی دربارهٔ پروژه مورفیس را در کنفرانس توسعه دهندگان بازی ۲۰۱۵، مطابق با برنامه رسمی ارسال شده در وبگاه خود اعلام کرد و مشخصات به‌ روز شده را منتشر کرد.
در مصاحبه‌ای با نیکی ژاپن در مارس ۲۰۱۶، سونی از امکان استفاده از پلی‌استیشن وی‌آر در ارتباط با رایانه شخصی خبر داد. این به دستگاه اجازه می‌دهد تا با پلتفرم‌هایی بیش از پلی‌استیشن ۴ کار کند.

## بازتاب‌ها
نقد و بررسی‌های بیشتر نشریات از پلی‌استیشن وی‌آر مثبت بود؛  منتقدین طرح بدنه پلی‌استیشن وی‌آر، سهولت در استفاده و در دسترس بودن آن را مورد ستایش قرار دادند. در مقایسه با سایر هدفون‌هایی که به رایانه‌های سطح بالا احتیاج دارند، پلی‌استیشن وی‌آر تنها مستلزم یک دستگاه پلی‌استیشن ۴ است. بیشتر انتقادات وارده مربوط به عملکرد سیستم بود، و بررسی شد که پلی‌استیشن ۴ قدرت محاسبه کمتری نسبت به رایانه‌های شخصی پرمصرف مورد نیاز برای اجرای بازی‌های آکیولوس ریفت و اچ‌تی‌سی وایو ارائه می‌دهد.

### میزان فروش
تا ۱۹ فوریه ۲۰۱۷، بیش از ۹۱۵،۰۰۰ دستگاه فروخته شد. اندرو هاوس، رئیس و مدیر عامل اجرایی جهانی سونی کامپیوتر انترتینمنت، اظهار داشت که فروش وی‌آر فراتر از انتظارات است. در تاریخ ۵ ژوئن ۲۰۱۷، تعداد دستگاه‌های پلی‌استیشن وی‌آر فروخته شده از ۱ میلیون گذشته بود. سونی اعلام کرد که پلی‌استیشن وی‌آر بیش از ۲ میلیون دستگاه و ۱۲.۲ میلیون بازی در ۳ دسامبر ۲۰۱۷ فروخته است. در تاریخ ۱۶ اوت ۲۰۱۸، سونی اعلام کرد که پلی‌استیشن وی‌آر از ۱۶ اوت ۲۰۱۸ بیش از ۳ میلیون دستگاه و ۲۱.۹ میلیون بازی در سراسر جهان فروخته است. از ۳ مارس ۲۰۱۹، پلی‌استیشن وی‌آر بیش از ۴.۲ میلیون نسخه فروخته است.